# Top Gear (émission de radio)
 (août 2024).
Si vous disposez d'ouvrages ou d'articles de référence ou si vous connaissez des sites web de qualité traitant du thème abordé ici, merci de compléter l'article en donnant les références utiles à sa vérifiabilité et en les liant à la section « Notes et références ».
Pour les articles homonymes, voir Top Gear.

Top Gear est une ancienne émission de radio diffusée sur BBC Radio 1 entre 1967 et 1975.
Elle a été présentée par Brian Matthew, Tommy Vance, Pete Drummond et John Peel.